# 2018年同樂運動會
2018年同樂運動會（英語：2018 Gay Games）是於2018年8月4日至8月12日，由法國巴黎舉辦第10屆 GAY GAMES，這是世界上向所有人開放的最大的體育、文化和節日盛會！ GAY GAMES 每四年舉辦一次，歷時超過 32 年，是一首愛的讚歌，倡導多元社會。

## 組織
由 Pascale Reinteau et Manuel Picaud 擔任主席的董事會管理，由 12 名董事會成員組成。 該協會選出了一位名譽主席：法國擊劍聯合會主席、法國國家體育奧林匹克委員會成員伊莎貝爾·拉穆爾女士(Ms. Isabelle Lamour)。
近3000名志願者參與了組委會。 巴黎 2018 也有幾名工作人員、實習生和公務員。
該協會的工作完全透明。 其賬目由法定審計師負責。 與同性戀運動聯合會（指導委員會）、公共合作夥伴（機構委員會）、旅遊利益相關者（旅遊委員會）以及大使（戰略委員會）建立了幾個委員會。

## 事件

### 台灣隊參賽
台灣一開始經「同樂會」主辦方同意以「台灣」名稱參賽，且由台灣同運推手祈家威帶隊赴歐。未料，到了巴黎之後，台灣代表團稱主辦方要求台灣改以「中華台北」參賽引發台灣抗議。事後，主辦方取消開閉幕選手代表掌旗規定，由選手自行拿鐘意的旗幟入場，中華民國國旗後來得以入場。

## 資料來源
1. ↑  
台灣以「安全」理由退出明年香港「同樂運動會 」，選手各有看法 （页面存档备份，存于） BBC，2021-08-16